# Bubembe Regio
Bubembe Regio est une région d'albédo située sur le satellite Triton de la planète Neptune par 18° N et 335° E.

## Géographie et géologie
Bubembe Regio constitue la moitié occidentale de la région la plus sombre longeant le terminateur sur les clichés de Triton pris par la sonde Voyager 2 le 25 août 1989. Elle se trouve sur la face « arrière » du satellite — qui est en rotation synchrone — dans le sens de sa révolution autour de Neptune.
Bubembe Regio est caractérisée par ses terrains dits « en peau de cantaloup » — cantaloupe-skin terrains en anglais — appelés ainsi en raison de leur ressemblance avec les melons cantaloup. Il s'agit probablement de la plus ancienne unité géologique de la surface connue de Triton, dans la mesure où une datation relative sommaire permet d'établir qu'elle est affectée par toutes les autres formations tectoniques observées à la surface du satellite, qu'il s'agisse de la calotte polaire australe, des plaines de « cryolave » à l'est et des grandes fractures qui la zèbrent en s'entrecroisant à l'ouest.